# Dipoena silvicola
Dipoena silvicola là một loài nhện trong họ Theridiidae.
Loài này thuộc chi Dipoena. Dipoena silvicola được František Miller miêu tả năm 1970.